# アルファ部隊 (ウクライナ)
アルファ部隊（アルファぶたい、ウクライナ語: Альфа）はウクライナ保安庁指揮下の対テロ特殊部隊。

## 略歴
旧ソビエト連邦のアルファ部隊キエフ支部を起源に持つ。ソ連崩壊後の1991年、ウクライナ保安庁に指揮権が委譲された。
2014年ウクライナ騒乱での反政府側への攻撃が問題となり、騒乱後は親ロシア派の隊員達が脱退した。その後、再編成された(親ロシア派隊員はその後、ドネツクやルガンスクの親ロシア武装勢力に参加している)。

## 出動した事件
- 嵐333号作戦
- 血の日曜日事件 (リトアニア)
- 対テロ戦争
- 2014年ウクライナ騒乱
- ドンバス戦争
- 2022年ロシアのウクライナ侵攻
  - ホストーメリ空港周辺におけるカディロフツィの掃討（アントノフ国際空港の戦い）
  - 国内におけるロシア軍の賛同者、スパイの摘発

## 装備
装備の多くはAK-74だったが、欧米製の武器も多く見られた。2014年の政変以降は特に後者の傾向が強くなり、デザートテック SRSやSIG MCXが調達されている。

## ギャラリー

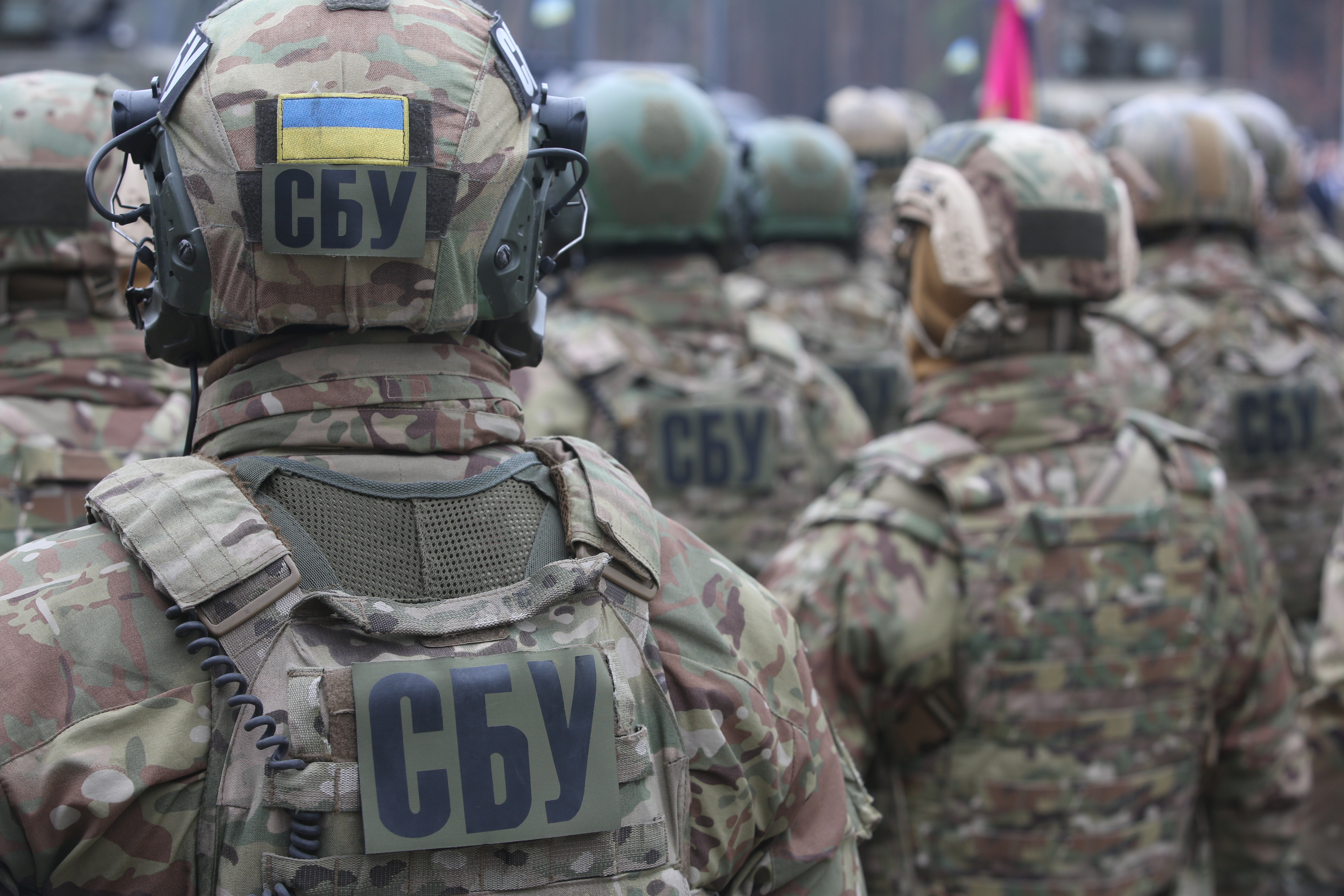
2017年のアルファ部隊
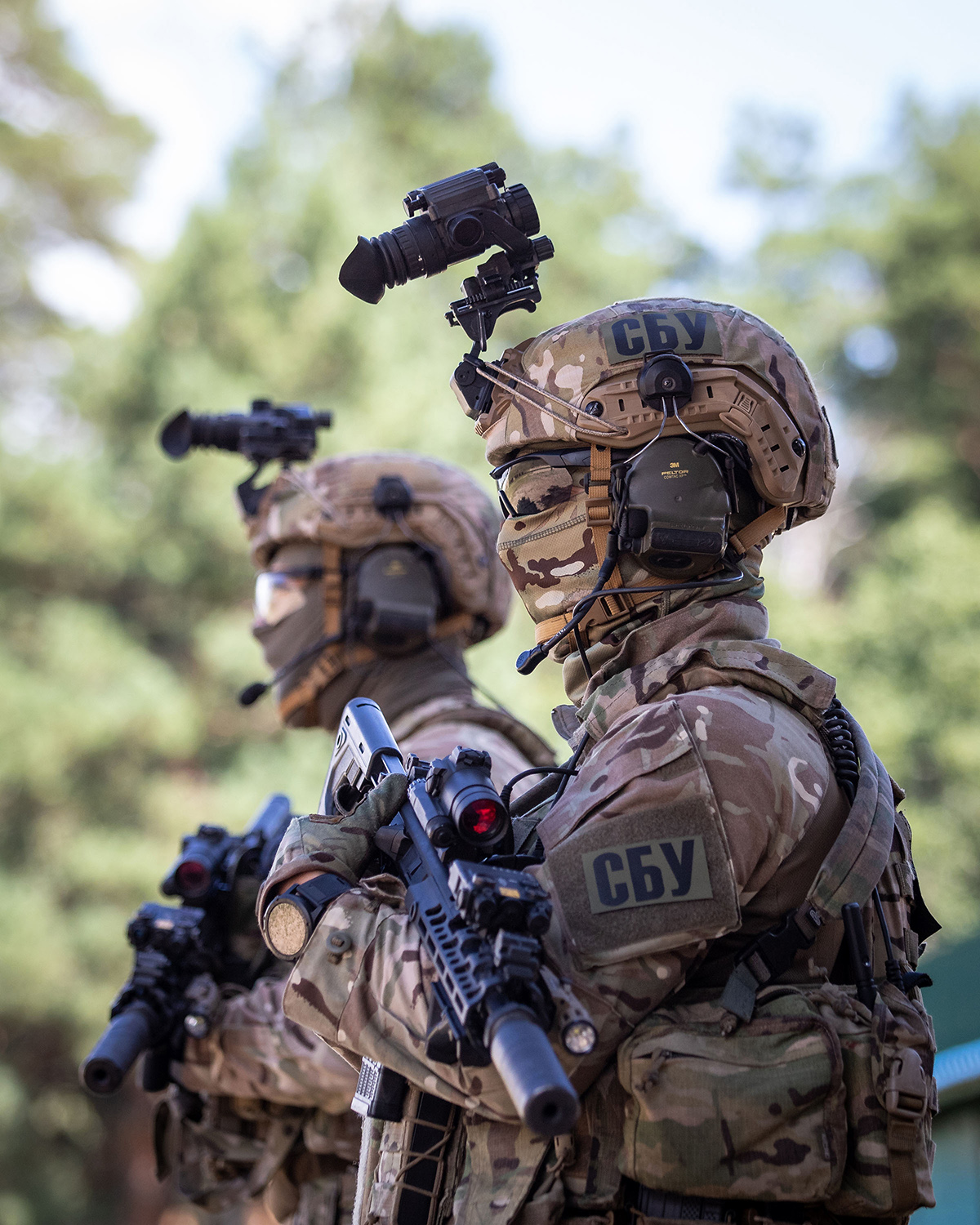
2020年のアルファ部隊
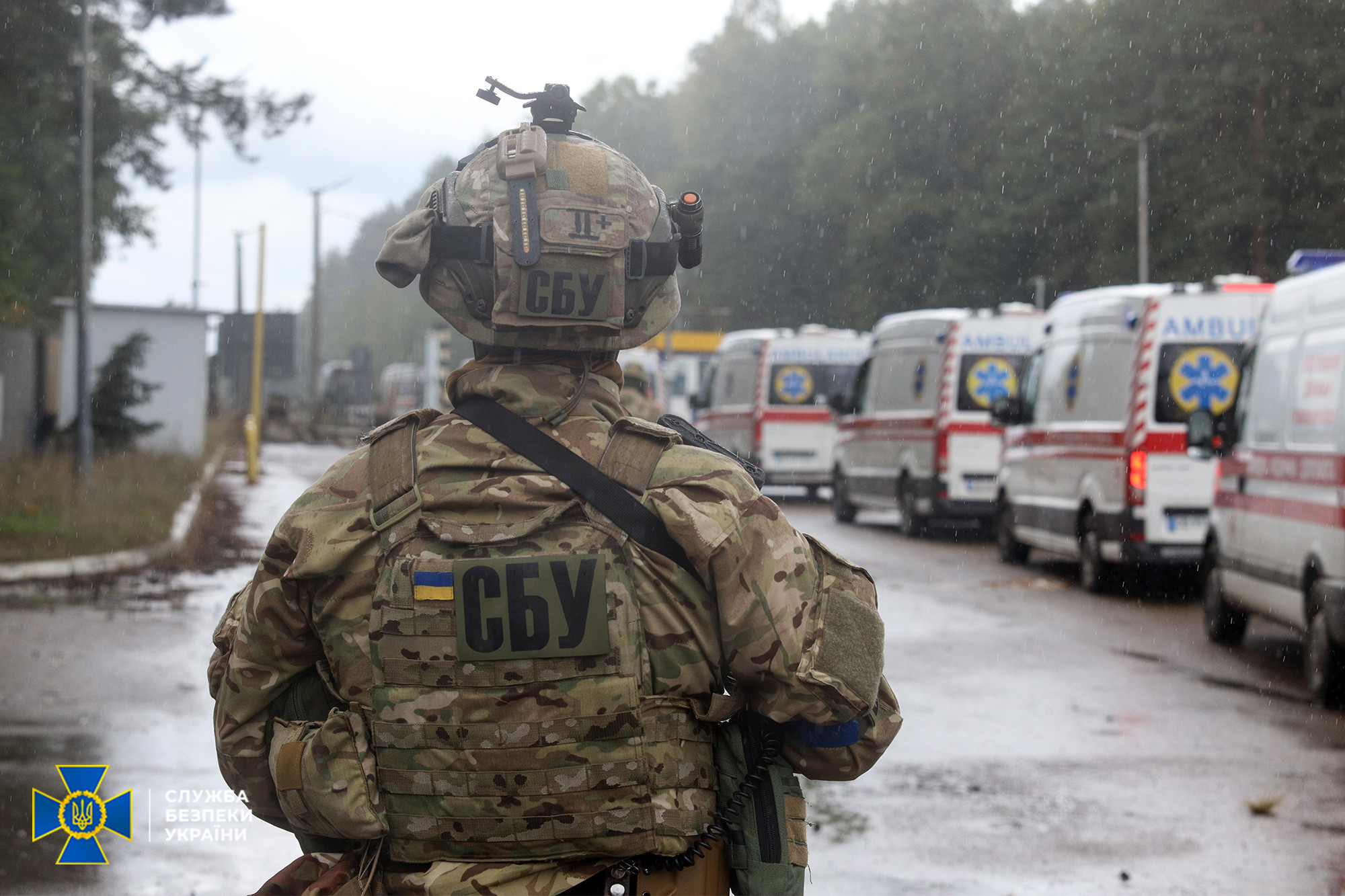
負傷兵を乗せた救急車を警護するアルファ部隊
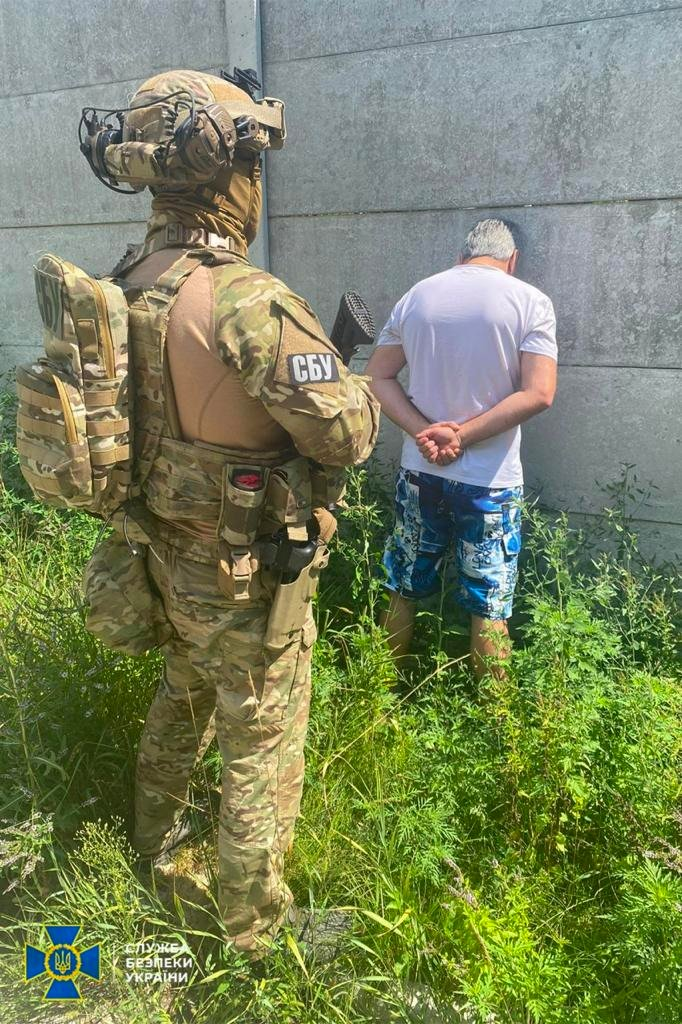
ロシア側のスパイを拘束するアルファ部隊
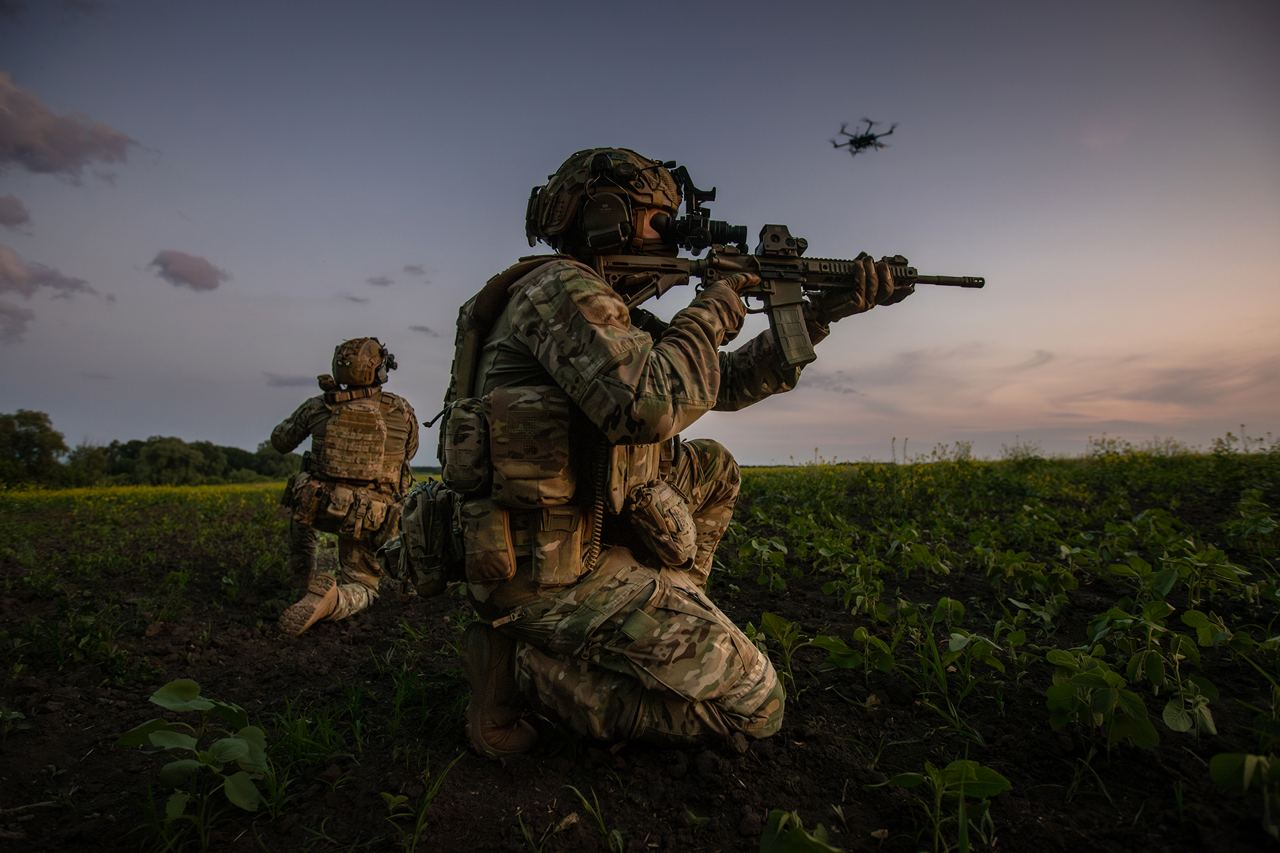
ドローンを運用するアルファ部隊